# تشيستر روتيكي
تشيستر روتيكي (بالإنجليزية: Chester Rutecki)‏ (8 أغسطس 1916 – 3 أغسطس 1976) هو ملاكم أمريكي راحل، مثّل بلاده في الألعاب الأولمبية الصيفية 1936.

## روابط خارجية
تشيستر روتيكي على موقع بوكس ريك (الإنجليزية) (registration required)
- تشيستر روتيكي على موقع أوليمبيديا (الإنجليزية)